# Roy Strandbakke
Roy Strandbakke (Raufoss, 12 ottobre 1930 – Raufoss, 22 aprile 2021) è stato un calciatore norvegese, di ruolo centrocampista.

## Carriera

### Club
Strandbakke vestì la maglia del Raufoss.

### Nazionale
Fece registrare 2 presenze per la Norvegia. Esordì il 27 settembre 1953, nella vittoria per 4-0 contro l'Paesi Bassi.